# Comuna Viškovo, Primorje-Gorski kotar
Viškovo este o comună în cantonul Primorje-Gorski kotar, Croația, având o populație de 14.445 de locuitori (2011).

## Demografie
Componența etnică a comunei Viškovo
     Croați (85,77%)
     Sârbi (5,84%)
     Bosniaci (2,36%)
     Necunoscut (1,5%)
     Neclasificat (3,7%)
Componența confesională a comunei Viškovo
     Catolici (76,54%)
     Ortodocși (6,72%)
     Fără religie și atei (6,3%)
     Musulmani (4,94%)
     Necunoscută (3,99%)
     Alte religii (1,48%)
Conform recensământului din 2011, comuna Viškovo avea 14.445 de locuitori. Din punct de vedere etnic, majoritatea locuitorilor (85,77%) erau croați, existând și minorități de sârbi (5,84%) și bosniaci (2,36%). Apartenența etnică nu este cunoscută în cazul a 1,5% din locuitori. Din punct de vedere confesional, majoritatea locuitorilor (76,54%) erau catolici, existând și minorități de ortodocși (6,72%), persoane fără religie și atei (6,3%) și musulmani (4,94%). Pentru 3,99% din locuitori nu este cunoscută apartenența confesională.